# 后生四川马先蒿
后生四川马先蒿（学名：Pedicularis metaszetschuanica）为列当科马先蒿属的植物，是中国的特有植物。分布在中国大陆的四川等地，生长于海拔3,200米至3,400米的地区，一般生长在开旷草地中，目前尚未由人工引种栽培。